# چوب ایروکو

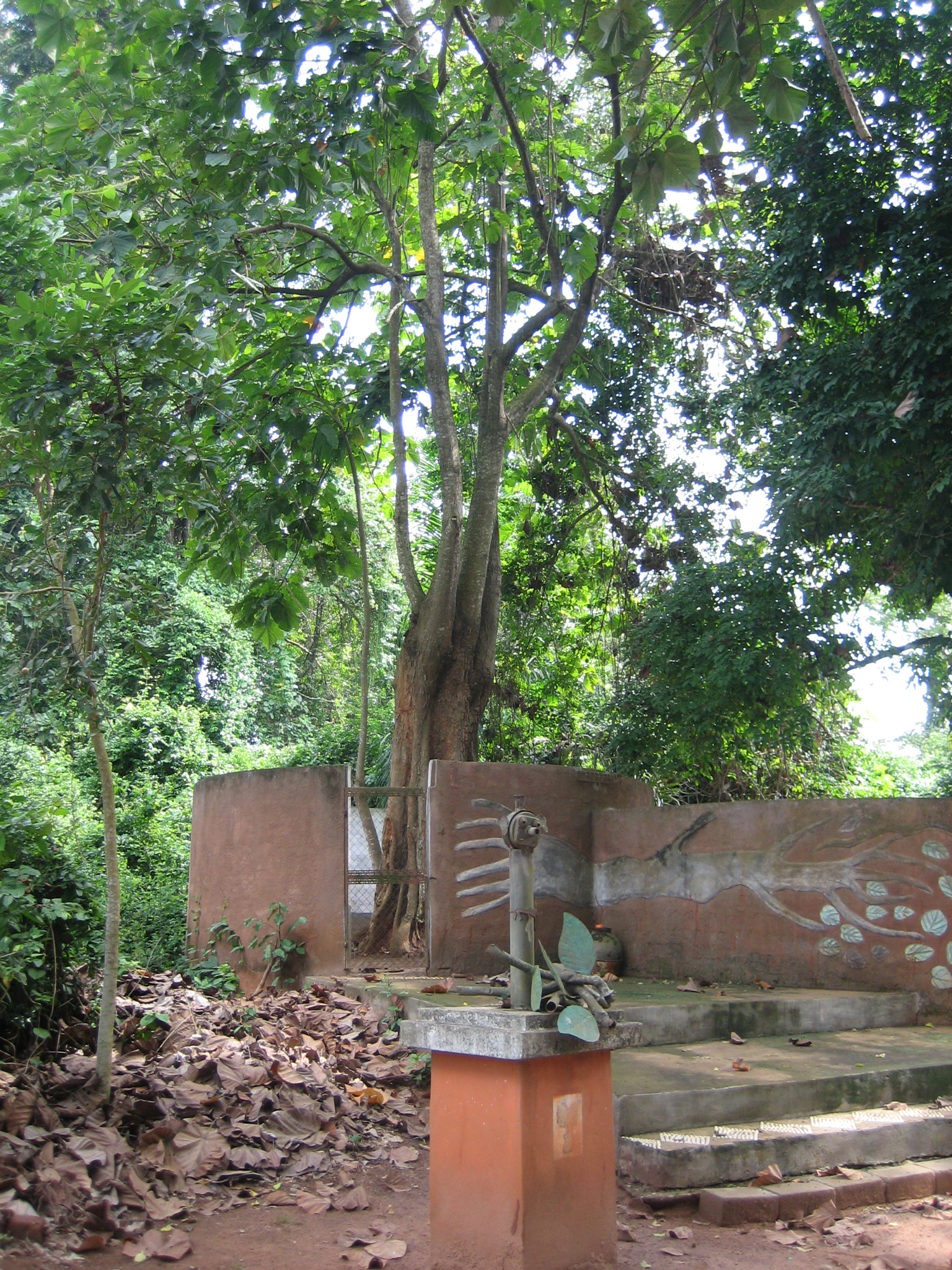
چوب ایروکو

ایروکو (به انگلیسی: Iroko)یک چوب درختی خیلی سخت از منطقه استوایی (گرمسیری) سواحل غرب آفریقا است. درخت ایروکو منحصراً در منطقه غرب آفریقا در کشورهایی نظیر ساحل عاج، گینه، سیرالئون و غنا می‌روید. این درخت از جمله پهن برگان تنومند است که ارتفاع آن به حدود ۵۰ متر می‌رسد و بدنه آن حدود ۸۰ سانتی‌متر قطر دارد. این چوب‌ها در بعضی مواقع به نام درخت ساج آفریقایی (African Teak)شناخته می‌شوند، هر چند که به خانوادهٔ درخت ساج ربطی ندارند. رنگ این چوب در ابتدا طلایی (زرد) است که به مرور زمان به رنگ قهوه‌ای متمایل می‌گردد.این درخت در بعضی از فرهنگ‌ها وحشت‌انگیز است، جایی که آن سرچشمه می‌گیرد و از این جهت از آن اجتناب و پرهیز کرده بودند یا بوسیلهٔ هدایا به آن حرمت گذاشته بوده‌اند. مردم یوروبا Yoruba باور دارند که این درخت به وسیلهٔ یک روح ساکن شده‌است، و هر کسی که ایروکو را رو در رو دیده است دیوانه شده و سریعاً مرده است. بنا بر اعتقاد مردم یوروبا هر کسی که هر درخت ایروکو را قطع کند سبب ویران کردن و بیچارگی خودش و همهٔ خانواده اش می‌شود. آن‌ها هم چنین مدعی هستند که روح ایروکو می‌تواند در خانه‌هایی که از این چوب استفاده کرده‌اند شنودی داشته باشد، به گونه‌ای که این روح ایروکو در این چوب بدام انداخته شده‌است. درخت‌های دیگری هم در نیجریه وجود دارند که همچنین به وسیلهٔ مردم یوروبا ادعاهایی روی آن‌ها وجود دارد.

## کاربردها

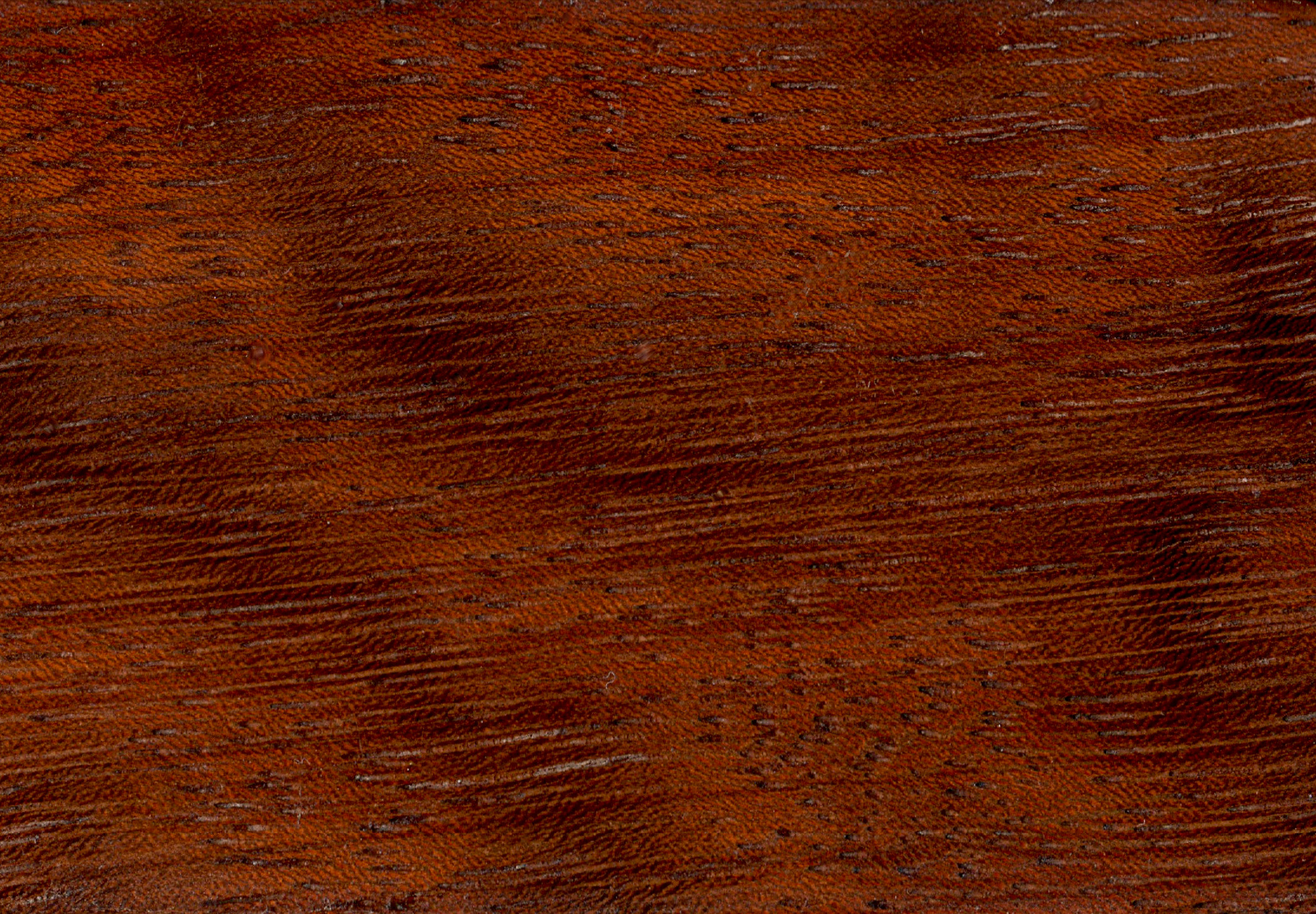
چوب ایروکو

از این چوب برای یکسری هدف‌های متنوع شامل ساخت قایق وسازه‌های دریایی، کفسازی داخلی، نمای ساختمانی و اسباب و اثاثیه منزل استفاده شده‌است.
از سال ۱۹۹۰، از آن به عنوان یک بخش از txalaparta یک ابزار موسیقی که از تخته‌های چوبی ساخته شده بود به علت صدای سرزنده‌ای که داشت، استفاده شد. ایروکو یکی از چوب‌های سنتی djembe است.
گونه گیاهی این درخت به واسطه دارا بودن ماده شیمیایی (CLOROPHORINE) در یاخته‌های خود، ذاتاً دارای مقاومت بسیار بالا در مقابل رطوبت است. سختی این چوب برابر با ۱۲۶0 (janka)و وزن مخصوص آن برابر با ۶۴۰ کیلوگرم بر متر مکعب است. استحکام بالا، عدم تغییر ابعاد، عدم تاب برداشتن الوارها و زیبایی منحصربه‌فرد، همگی از ویژگی‌های این چوب هستند. چوب ایروکو به دلیل مقاومت بالا در برابر حشرات، انواع قارچ‌ها، اسیدها
و مواد قلیایی، برای استفاده در فضاهای خارجی بسیار ایدئال است.
این چوب یکی از بادوام‌ترین و پایدارترین انواع چوب است که زمانی که از آن در بیرون استفاده می‌شود نیازی به رنگ روغن و روغن جلا ندارد. در کشور انگلستان بر روی ماشینی‌کردن این چوب‌ها هیچ گونه محدودیتی وجود ندارد.یکی از اثرات مضر گزارش شده از این چوب گرد حاصل از آن است که باعث بیماری آسم، التهاب پوست و کهیر می‌شود.